# Elliot Knight
Elliot Knight (ur. 10 lipca 1990 w Birmingham) − brytyjski aktor teatralny, filmowy i telewizyjny pochodzenia nigeryjskiego, występował w roli Sindbada w serialu przygodowym fantasy Sky 1 Sindbad (2012), jako Merlin w serialu ABC Dawno, dawno temu (2015) i jako Wes Charles w serii The CW Life Sentence (2018).

## Życiorys

### Wczesne lata
Urodził się w Birmingham w Wielkiej Brytanii jako syn Lorny i Stuarta Knight, którzy są nauczycielami. Jego ojciec pracuje w Broadway Secondary School w Perry Barr, dzielnicy Birmingham. Był uczniem King Edward VI Aston School, a następnie studiował w Manchester Metropolitan School of Theatre, którą ukończył w 2011 z tytułem bachelor’s degree.

### Kariera
W czerwcu 2011 Sky 1 ogłosił, że Knight zdobył tytułową rolę w serialu przygodowym fantasy Sindbad (2012). Serial miał swoją premierę 8 lipca 2012. 
W 2013 Knight dołączył do obsady serialu kryminalnego BBC One By Any Means. W 2015 został obsadzony w roli Merlina w piątym sezonie serialu ABC Dawno, dawno temu.

## Filmografia
| Rok  | Tytuł                                              | Rola             | Uwagi       |
| ---- | -------------------------------------------------- | ---------------- | ----------- |
| 2012 | Sindbad                                            | Sindbad          | 12 odcinków |
| 2013 | Law & Order: UK                                    | Neil Jenkins     | 1 odcinek   |
| 2013 | By Any Means                                       | Charlie O' Brien | 6 odcinków  |
| 2014 | Sposób na morderstwo (How to Get Away with Murder) | Aiden Walker     | 2 odcinki   |
| 2015 | Dawno, dawno temu (Once Upon a Time)               | Merlin           | 6 odcinków  |
| 2016 | American Gothic                                    | Brady Ross       |             |
| 2016 | Billionaire Ransom                                 | Marsac           | film        |
| 2016 | Apokalista (No Tomorrow)                           | Graham           | 1 odcinek   |
| 2017 | 400 Boys                                           | B-Big            |             |
| 2018 | Life Sentence                                      | Wes Charles      | 13 odcinków |
| 2018 | Titans                                             | Don Hall         |             |